# Tramwaje w Wołżskim
Tramwaje w Wołżskim – system komunikacji tramwajowej działający w Wołżskim w Rosji. System działa od 1963 i jest o rozstawie 1524 mm.

## Linie
Sieć obejmuje dziewięć linii tramwajowych:
- linia 1: ul. Łoginowa – Chimwołokno
- linia 2: pl. Robotniczy – Orgsintez
- linia 2а: pl. Robotniczy – Chimwołokno
- linia 3: ul. Łoginowa – pl. Robotniczy
- linia 4: ul. Łoginowa – ul. Karbyszewa
- linia 4а: ul. Łoginowa – Wołgoprombank
- linia 5: ul. Karbyszewa – ТEC-1
- linia 6: ul. Karbyszewa – Orgsintez
- linia 7: Wolgoprombank – ТEC-1

## Tabor
W Wołżskim podstawę taboru stanowią wagony serii Tatra T3SU i KTM-5. Najnowszymi tramwajami są wagony KTM-19. Wszystkie wagony są jednokierunkowe i jednostronne z wyjątkiem dwóch wagonów KTM-11, które są dwustronne. Łącznie eksploatowanych jest 76 tramwajów:
- Tatra T3SU − 42 wagony
- KTM-5 − 25 wagonów
- KTM-5A − 4 wagony
- KTM-11 − 2 wagony
- KTM-19 − 3 wagony